# سنار التقاطع
سنار التقاطع أو سنار القديمة مدينه تقع على الضفة الغربية للنيل الأزرق تبعد عن خزان سنار بحوالى 8 كيلو مترات، تم ترحيل السكان من المنطقة بعد قيام ترعتى المناقل والجزيرة في الاتجاه الغربي حوالى 3 كيلو مترات.
وبها حوالى 9 احياء اعرقا فريق النص أو الحلة التحت كما يحلو لكبار السن (أو حى المدارس) وحى السوق وحى العمال والحى الشمالي والحى الشمالي الأوسط والحى الشمالي الغربي والحلة الجديدة وحى جنوب الصهريج وحى المثلث من الاحياء الجديدة.
كانت تقاطع لسكك الحديد..لخطوط الخرطوم ـ نيالا..الخرطوم ــ الدمازين، سنار كسلا ولذلك سميت بي تقاطع سنار
ونسبت مدينة سنار الحالية أو سنار المدينة بهذا الاسم بعد عام 1925 وذلك بطلب من شيخ مكوار الذي طالب الحاكم الانجليزى بتعويض مادى لتسميه الخزان باسمه خزان مكور
معظم الموطنين موظفين والبقيه تحترف الزارعة وحرف أخرى، والمدينة زاخره بكل أنواع القبالئل السودانية يعيشون في سلام والفه تامه